# 林忠仔
林忠仔（1981年8月29日—），福建福安人，中国国家射擊队队员、教练。

## 生涯
林忠仔在1999年時入選福建射擊隊，他的教練是張建平。6年後，他成為國家隊一員，任教他的是王義夫。在這年的8月，他於德國慕尼黑的世界杯中在男子50米手槍慢射小項決賽中，在單發決戰中不敵俄羅斯的對手，得到銀牌。10月，他在十運會射擊項目的男子50米手槍小項中，因在最後兩槍得14.6環而最終排名第5。
2005年，他在世界杯德国慕尼黑站上获得手枪慢射冠军。2006年，他在多哈亚运会參與男子團體10米氣手槍小項以及男子個人10米氣手槍兩個小項。其中，他與山東的譚宗亮及龐偉在團體小項決賽中以總成績1744環奪得金牌，而在個人小項上，只得第7位。另外，上述三人的組合曾在同年7月時在世界錦標賽中奪得過男子團體10米氣手槍小項的冠軍，而林忠仔在6月是的意大利米蘭站世界杯的男子個人50米手槍慢射小項得第6名。
2006年，林忠仔於4月舉行的美國站射擊世界杯，在男子50米手槍慢射小項以大優勢贏得金牌。2008年4月的世界盃中，他在北京以400.8環的成績贏得金牌。隨後好運北京的賽事中，他以571環的成績奪得男子50米手槍小項的金牌。2010年国际射击世界杯悉尼站上获得男子50米手枪慢射决赛冠军。之后担任国家队教练，并率队参加2021年东京奥运会。